# Бурултокай
Уезд Бурултокай (уйг. بۇرۇلتوقاي ناھىيىسى; Burultoqay nahiyisi‎, каз. بۋرىلتوعاي اۋدانى; Бурылтоғай ауданы) или уезд Фухай (кит. упр. 福海县, пиньинь Fúhǎi xiàn) — уезд в округе Алтай Синьцзян-Уйгурского автономного района КНР. Административный центр — посёлок Бурултокай (Фухай).

## История
Уезд Бурултокай был образован в 1921 году. В 1942 году переименован в уезд Фухай.

## География
На севере уезд граничит с Монголией, на востоке — с уездом Кёктокай, на западе — с городским уездом Алтай, уездом Зимунай и округом Чугучак, на юге — с Чанцзи-Хуэйским автономным округом.

## Административное деление
Уезд Бурултокай делится на 3 посёлка и 3 волости.